# Druon de Sebourg
Druon de Sebourg (en latin Drogo, parfois traduit Dreux ou Drogon) est un saint de l'Église catholique (né en 1118 et mort en 1186), patron des bergers dans le Nord de la France, fêté le 16 avril, et localement chaque année le jour de la fête de la Sainte Trinité.

## Biographie
Né à Épinoy en Artois (aujourd'hui quartier de Carvin), Druon, contrairement à la légende n'était pas d'origine aristocratique (il n'est pas dans la généalogie des seigneurs d'Épinoy), orphelin de père, il voit le jour après une césarienne pratiquée sur sa mère agonisante. Toute sa vie, il portera la culpabilité de cette mort, s'astreignant à des pénitences très rigoureuses dès son plus jeune âge.
Adolescent, il se défait de son riche héritage pour partir sur les routes, puis se faire simple berger à Sebourg, près de Valenciennes, au service d'une dame de piété, Élisabeth de La Haire. En tant que berger il pouvait selon la légende surveiller les moutons au champ tout en assistant aux offices à l'église de Sebourg. Adulte, il devient pèlerin, et part neuf fois pour Rome dans le plus grand dénuement.
Revenu de son dernier voyage avec une hernie qui l'a laissé difforme, il se fixe comme ermite et confesseur à Sebourg. Il demeurera une quarantaine d'années dans une cellule attenante à l'église, menant une vie de prière et de pénitence à l'écart du monde. Lors d'un incendie qui ravage l'édifice, il continue à prier et en sort vivant.
Il meurt le 16 avril, le mercredi ou mardi de Pâques 1186 (Pâques en 1186 tombant le 13 avril, ce serait plutôt un mercredi). Ses proches venus d'Épinoy veulent alors ramener son corps en Artois, mais le chariot, de plus en plus lourd et l'attelage refusant d'avancer plus loin semble être des signes de la Providence et Druon, au bonheur des Sebourgeois, est inhumé dans l'église de Sebourg.

## Canonisation

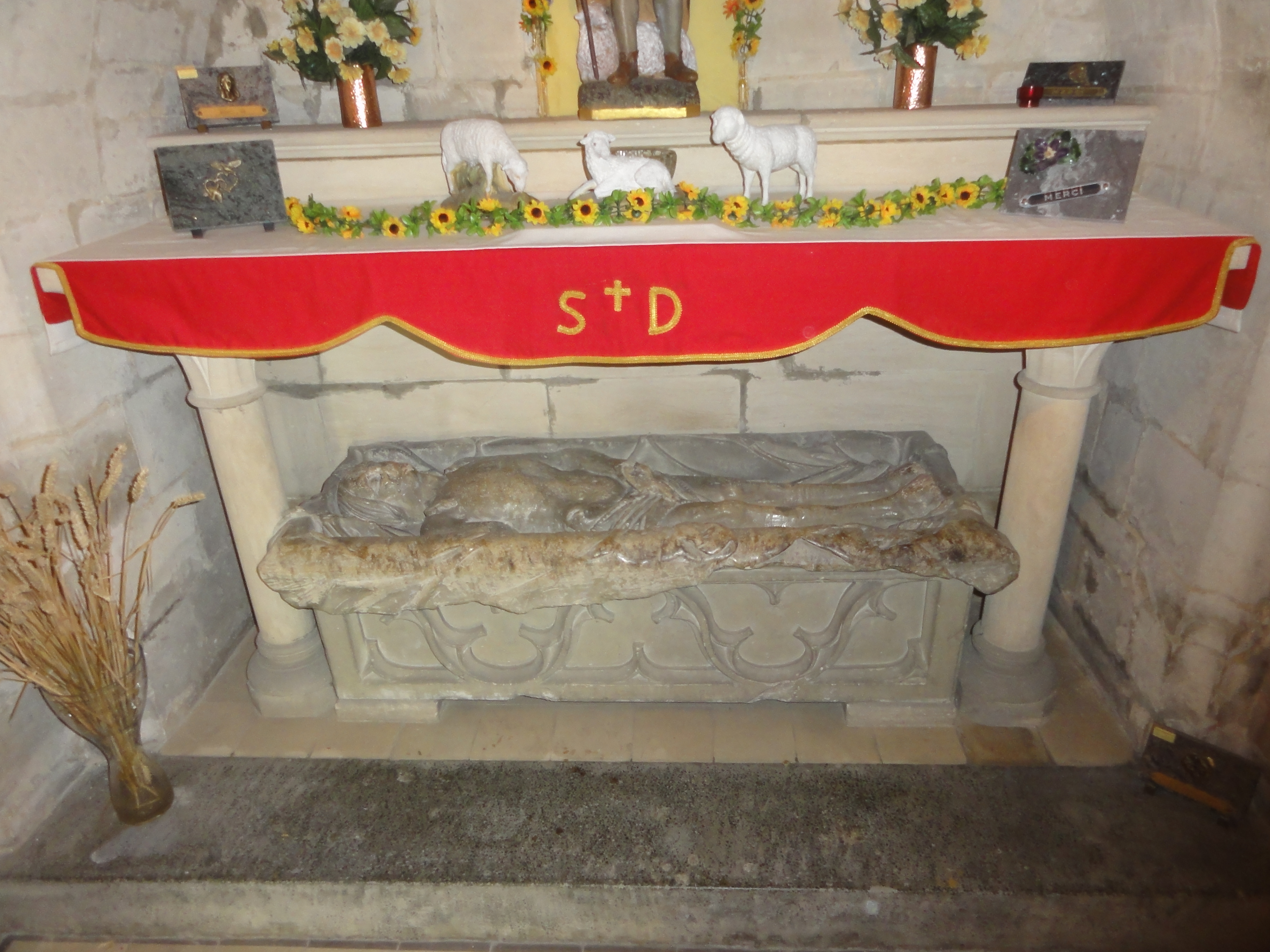
Gisant de Saint Druon.

Le 11 juin 1612, eut lieu l'« élévation des reliques » par Jean Richardot, archevêque de Cambrai, l'Église catholique reconnaissait ainsi officiellement le culte de saint Druon. Druon n'a donc jamais été canonisé.   
Son culte est associé à celui du bienheureux Pierre de Luxembourg, allié à sa famille.[réf. nécessaire]

## Hommages posthumes
- Une chapelle a été édifiée au XIXe siècle à Carvin à l'endroit supposé de sa maison natale. Elle a été rénovée en 2005 et une procession s'y rend les lundis de Pentecôte[9]. L'église Saint-Druon de Cambrai célèbre la messe des bergers tous les lundis de Pentecôte en l'honneur du saint berger, avec leurs moutons.
- Une chapelle porte son nom dans la commune de Sebourg, elle se situe là où selon la légende Druon faisait paître ses moutons.
- Une croix à la sortie de Sebourg perpétue le souvenir de l'endroit où s'arrêta le chariot qui devenait emmener le corps[10].
- L'écrivain Claude Louis-Combet lui a consacré un roman, Les Errances Druon (Corti, 2005), où le saint est dépeint comme un mystique hanté par la culpabilité de la mort de sa mère en couches.

- Maurice Druon évoque le personnage dans son roman Les Poisons de la Couronne (note no 10 en annexe du volume).
- Une ancienne fontaine de Sebourg s'appelait la Fontaine de Saint-Druon.
- Encore aujourd'hui une fête a lieu à Sebourg en l'honneur de Druon le dimanche suivant la Pentecôte.